# Quartant
Quartant steht für
- Volumenmaße aus Frankreich für Flüssigkeiten, insbesondere für Wein, auch Quarteau genannt; das Maß entsprach der sogenannten Vierteltonne und war nicht einheitlich in seiner Größe:
  - allgemein 1 Quartant = 5107 Pariser Kubikzoll
  - 1 Quartant = 9 Veltes/Setiers = 72 Pintes = 3380 Pariser Kubikzoll = 67 Liter[1]
  - 1 Muid/Queue = 4 Quartant
  - 1 Quartant = 4540 Pariser Kubikzoll
  - Nantes im Salzhandel: 52 Quartant = 1 Muid/Queue

- Buchformat, siehe Quarto (Papierformat)